# Grigorovich IP-1
Grigorovich IP-1 (Истребитель Пушечный - "Tiêm kích pháo") là một loại máy bay tiêm kích chế tạo ở Liên Xô trong thập niên 1930.

## Quốc gia sử dụng
Liên Xô
- Không quân Liên Xô

## Tính năng kỹ chiến thuật (IP-1)
Đặc điểm tổng quát
- Kíp lái: 1
- Chiều dài: 7.23 m (23 ft 9 in)
- Sải cánh: 10.97 m (36 ft 0 in)
- Diện tích cánh: 20.0 m2 (215 ft2)
- Trọng lượng rỗng: 1.200 kg (2.646 lb)
- Trọng lượng có tải: 1.880 kg (4.145 lb)
- Powerplant: 1 × Shvetsov M-25, 530 kW (710 hp)

Hiệu suất bay
- Vận tốc cực đại: 410 km/h (255 mph)
- Tầm bay: 600 km (373 dặm)
- Trần bay: 8.300 m (27.230 ft)
- Vận tốc lên cao: 12,8 m/s (2.520 ft/phút)

Vũ khí trang bị
- 8 × súng máy ShKAS 7,62 mm
- 2 × pháo ShVAK 20 mm